# Steve Blame

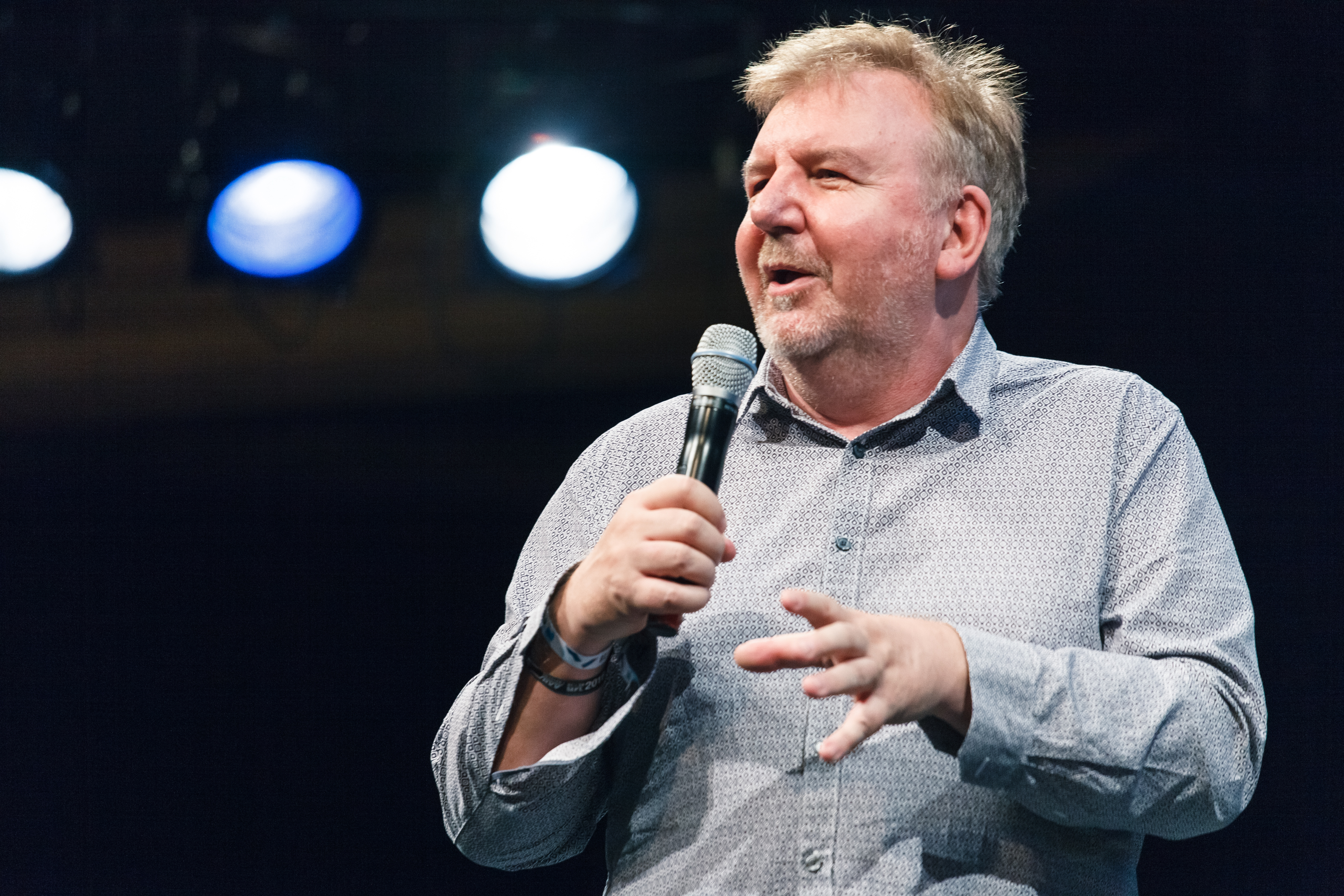
Steve Blame, 2016

Steve Blame (* 2. Januar 1959 in Chelmsford als Stephen James) ist ein britischer Fernsehmoderator und Entwickler von TV-Formaten.

## Karriere
Blame war von 1987 bis 1994 Redakteur bei MTV Europe und Sprecher der MTV News. Sein Coming-out im Sender ließ die aus Amerika stammenden Vorgesetzten diskutieren, ob man bei MTV schwul sein darf, was nach der Bemerkung von Christine Gorham, dass im europäischen Fernsehen jeder schwul sei, ausgeräumt war. Er hat in dieser Zeit bedeutende Popstars von Madonna bis Paul McCartney interviewt und brachte auch weltliche Führungspersonen und religiöse Persönlichkeiten zu MTV. Michail Gorbatschow, Jacques Delors, Schimon Peres und selbst der Dalai Lama wurden von Blame zu den täglichen Ereignissen befragt. Er begann seine Nachrichtenmoderationen stets mit „Hi, Steve Blame here with MTV News“ und schloss mit „I see you soon, and have a good one“.
Nach seinem Ausscheiden bei MTV im Jahre 1994 verlegte der Mathematik- und Physik-Absolvent der University of Exeter seinen Wohnort nach Köln und wirkte dort als Programmdirektor entscheidend am Aufbau des ehemaligen Musiksenders VIVA Zwei mit. Unter seiner Leitung gewann der Sender 1996 den „Gold Art Director’s“-Preis für das On-Air-Design. Er musste den Sender jedoch bereits nach zwei Jahren aufgrund von Differenzen mit dem Gründer Dieter Gorny verlassen. Blame klagte gegen seine Kündigung und konnte nach einem monatelangen Prozess die Zahlung einer Abfindung in Höhe von 200.000 DM erwirken.
2002 wirkte er am Aufbau des TV-Musiksenders Tango TV in Luxemburg mit und wurde für kurze Zeit dessen erster Programmdirektor.
Heute entwickelt Blame internationale Fernsehformate, Sitcoms und Drehbücher. Sein Format „Where is the Money“ wurde im Jahre 2005 für den Fernsehunterhaltungspreis Rose d’Or nominiert und sowohl in Holland (als „Bankgeheim“) als auch in Spanien ausgestrahlt.
Im April und Mai 2010 fungierte Blame gemeinsam mit Oliver Petszokat und Anja Lukaseder beim TV-Sender Kabel 1 in der Sendung „Deutschlands beste Partyband“ als Jury-Mitglied.
Im Oktober 2010 veröffentlichte Steve Blame seine Autobiographie Getting Lost Is Part of the Journey: MTV, Deutschland und ich, in der er in Episodenform über seinen Selbstfindungsprozess, seine Zeit im Musik-TV-Geschäft und seine damaligen Drogenprobleme berichtet.